# Факультет банківського бізнесу Тернопільського національного економічного університету
Факультет банківського бізнесу Тернопільського національного економічного університету — провідний навчальний та науковий центр Західної України, який готує фахівців для банківської та парабанківської системи України.

## Історія факультету

Навчальний корпус факультету банківського бізнесу

На основі рішення Республіканської контори Держбанку УРСР у Тернопільському фінансово-економічному інституті в 1978 р. було створено кредитно-економічний факультет на базі двох груп спеціалізації «Кредит» та двох груп спеціалізації «Облік у банках». Першим його деканом став к.е.н., доцент Роман Іванович Тиркало.
В 1986 р. з ініціативи доцента Любомира Григоровича Капшія відкрилася нова спеціалізація: «Фінансування і кредитування капітальних вкладень». А невдовзі факультет отримав замовлення для підготовки фахівців за спеціальністю «Ощадна справа».
У 1994 р. керівництво кредитно-економічного факультету ініціювало створення першого відокремленого підрозділу Тернопільського інституту народного господарства — навчально-консультаційного пункту у м. Сімферополь, де здійснювалася підготовка фахівців за спеціальністю «Ощадна справа» для Кримського республіканського управління Ощадного банку України. А через два роки почала функціонувати Кримська філія ТАНГ у м. Форос.
Випускниками факультету є голова Рахункової палати України  Р. М. Магута, голова правління ПАТ «Ідея Банк» А. В. Рязанцев, заступник міського голови м. Тернополя Л. О. Бицюра, начальник Хмельницького обласного управління НБУ З. Д. Никифорчин, начальник Львівського обласного управління НБУ І. М. Гаврилець, заст. голови правління «УкрСиб Ессет Менеджмент» А. Тиха, директор Північно-Західного регіонального управління ПАТ «Приватбанк» А. М. Якимів, начальник Тернопільського обласного управління ВАТ «Ощадний банк України». В. Я. Соляр, начальник Волинського обласного управління ВАТ «Ощадний банк України» А. І. Паскевич, керуючий Тернопільського регіонального відділення КБ «Хрещатик» М. М. Крутій. Загалом на теренах Західної України більшість банківських установ очолюють випускники факультету банківського бізнесу ТНЕУ. Спортивна гордість факультету — Р. В. Гонтюк (дзюдоїст, заслужений майстер спорту України, срібний призер XXVIII Олімпійських ігор в Афінах (2004), бронзовий призер XXIX Олімпійських ігор 2008 року в Пекіні).
Професорсько-викладацький склад факультету приймав у реформуванні та становленні національної банківської системи. Так, Микола Іванович Сивульський став першим заступником голови правління НБУ, згодом працював заступником міністра фінансів України та головою Головного контрольно-ревізійного управління України. Разом з ними в 1992 році переїхали на роботу у столичні ВНЗ Т. В. Кривов'яз та Т. Д. Шарова. Захистила успішно дисертацію і залишилась працювати у Москві Н. Д. Білостоцька, яка з часом стала президентом Московського комерційного банку «Росія-Малс».
|  |  |  |  |  |

## Декани факультету[1]
- 1978—1981 рр., 1989—2003 рр. — к.е.н., професор Р. І. Тиркало
- 1981—1983 рр. — к.е.н., доцент Б. М. Корецький
- 1983—1985 рр. — д.е.н., професор Я. В. Мех, к.е.н., доцент М. Н. Предко
- 1985—1989 рр. — к.е.н., доцент М.Я Остап'юк
- 2003—2005 рр.— д.е.н., професор Б. Л. Луців
- 2005—2013 рр.— к.е.н., доцент В. О. Ткачук
- з листопада 2013 р. — к.е.н., доцент Б. П. Адамик

## Структура факультету
- Кафедра банківської справи[6][7]
- Кафедра банківського менеджменту та обліку[8]
- Кафедра економічної теорії[9]

Навчальний процес на кафедрах факультету забезпечують майже 70 науково-педагогічних працівників, в тому числі 4 доктори наук та 46 кандидатів наук.

## Напрями підготовки
Факультет банківського бізнесу здійснює ступеневу підготовку фахівців освітнього ступеня «бакалавр» за такими спеціальностями:
- в галузі знань 07 «Управління та адміністрування»:
  - спеціальність 072 «Фінанси, банківська справа та страхування» (освітня програма «Банківська справа»);
- в галузі знань 05 «Соціальні та поведінкові науки»:
  - спеціальність 051 «Економіка» (освітня програма «Аналітична економіка»).[11].

Здійснюється також підготовка фахівців освітнього ступеня «магістр» за спеціальністю «Банківська справа».

## Характеристика спеціальності
Випускники за спеціальністю «Банківська справа» повинні вміти застосовувати отримані знання та використовувати набуті навички в організації банківської роботи на практиці для забезпечення прибутковості та ефективності вкладень банківського капіталу, прогресивних технологій економічної і обліково-операційної роботи, форм мобілізації та комерційного використання грошових ресурсів, розширення банківських послуг в умовах конкуренції тощо.
Випускники факультету банківського бізнесу можуть працювати економістами, спеціалістами різних категорій, начальниками відділів та їх заступниками, керівниками філій, відділень і представництв, директорами, начальниками управлінь та їх заступниками на всіх рівнях банківської системи та небанківських фінансово-кредитних інституцій.
У процесі навчання важлива роль відводиться виробничій практиці. Базою для практики є комерційні банки, структурні підрозділи НБУ, кредитні спілки та інші установи й організації парабанківської системи нашої держави.

## Матеріально-технічна база
Матеріально-технічною базою факультету банківського бізнесу слугує окреме приміщення — навчально-лабораторний і спортивний комплекс.
Для комп'ютерно-інформаційного забезпечення навчального процесу діє лабораторія «Електронний банк», що об'єднує три спеціалізовані комп'ютерні аудиторії, що налічують 29 робочих місць з можливістю виходу в мережу Internet.
Під час навчання студенти мають можливість оволодіти навичками роботи з автоматизованою банківською системою Б2 (АБС Б2), яку використовують більше 70 банківських установ України. Використання прикладного програмного забезпечення дозволяє студентам опанувати на практиці банківські бізнес-процеси, які адаптовані до сучасного стану ринку банківських продуктів.

## Відомі випускники
- Р. М. Магута — голова Рахункової палати України;
- А. В. Рязанцев — голова Правління ПАТ "Ідея Банк, " директор з економіки та фінансів публічної акціонерної компанії "Укрзалізниця, начальник управління верифікації та моніторингу виплат Міністерства фінансів;
- Л. О. Бицюра — заступник міського голови Тернополя;
- З. Д. Никифорчин — начальник Управління Національного банку України у Хмельницькій області;
- І. М. Гаврилець — начальник Управління Національного банку України у Львівській області;
- А. І. Паскевич — начальник філії Волинського обласного управління Ощадбанку;
- Я. В. Соляр — начальник філії Тернопільського обласного управління Ощадбанку;
- Н. А. Гаврилишина — голова правління «КБ Західінкомбанк»;
- А. М. Якимів — директор Північно-Західного РУ ПАТ КБ «ПриватБанк»;
- І. Б. Івасів — доктор економічний наук, професор, директор Інституту кредитних відносин КНЕУ;
- О. М. Сиротю́к — український політик. Народний депутат України 7-го скликання. Голова Тернопільської обласної державної адміністрації (березень–листопад 2014 р.);
- Р. В. Гонтюк — український дзюдоїст, заслужений майстер спорту України, срібний призер XXVIII Олімпійських ігор в Афінах (2004), бронзовий призер XXIX Олімпійських ігор 2008 року в Пекіні;
- О. В. Скаско — доктор економічний наук, професор, завідувач кафедри обліку і фінансів Львівського інституту економіки і туризму;
- О. В. Дзюблюк — доктор економічний наук, професор, завідувач кафедри банківської справи ТНЕУ;
- Б. П. Адамик — кандидат економічних наук, доцент, декан факультету банківського бізнесу ТНЕУ.

## Наукова діяльність
Факультет здійснює фундаментальні і прикладні дослідження на макро- та мікрорівні відповідно до вимог інноваційного розвитку економіки та підвищення ефективності функціювання її банківського сектора.
Науково-дослідна робота викладачів факультету ведеться за наступними напрямами: фундаментальні дослідження в галузі грошей, кредиту і банківської справи, що мають на меті розробку пропозицій і рекомендацій з питань оптимізації функціювання вітчизняної грошової і кредитної системи, розвитку сучасних банківських продуктів і технологій, інвестиційних операцій, банківського менеджменту, обліку і аудиту в банках, монетарного регулювання, антикризових заходів, модернізації банківської системи і удосконалення її структури; підготовка і опублікування монографічних робіт; видання підручників і навчальних посібників з елементами наукових досліджень; підготовка наукових статей, брошур, тез доповідей; участь в наукових конференціях, семінарах, круглих столах; проведення наукових досліджень в рамках затверджених тем науково-дослідної роботи кафедр факультету.
Професорсько-викладацьким складом факультету банківського бізнесу опубліковані наступні монографії:
- Дзюблюк О. В.[13], Малахова О. Л. Банки і підприємства: кредитні аспекти взаємодії в умовах ринкової трансформації економіки: Монографія. — Т. : Вектор, 2008. — 324 с.
- Дзюблюк О. В., Прусський О. С. Організаційно-економічний механізм функціонування комерційних банків на валютному ринку: Монографія. — Т. : ТНЕУ, 2008. — 296 с.
- Луців Б. Л.[14] Банківська діяльність у сфері інвестицій: Монографія. — Т. : Економічна думка, Карт-Бланш, 2001. — 320 с.
- Луців Б. Л. Інвестиційний банківський портфель: Монографія. — К.: Лібра, 2002. — 192 с.
- Тиркало Р. І., Кравчук І. С. Банківські операції з цінними паперами: Монографія. — Т. : Карт-бланш, 2004. — 211 с.
- Тиркало Р. І., Ткачук Н. М. Капіталізація банківської системи України: сучасний стан, проблеми, шляхи та перспективи зростання: Монографія. — Т. : Економічна думка, 2010. — 296 с.
- Довгань Ж. М. Фінансова стійкість банківської системи України: проблеми оцінки та забезпечення: Монографія. — Шаблон:С. : ДВНЗ «УАБС НБУ», 2012. — 450 с.

## Студентська наука
На факультеті банківського бізнесу функціонують три наукові гуртки «Банківський аналітик» та «Грошова парадигма» при кафедрі банківської справи, а також науковий гурток «Банківські менеджери» при кафедрі банківського менеджменту та обліку. Учасники наукових гуртків за активного сприяння і під керівництвом викладачів кафедр досліджують найрізноманітніші аспекти сучасних грошей, інфляції, організації банківської справи, інвестування, банківського менеджменту, операційної діяльності та обліку в банках.
Найбільш поширеними формами діяльності студентів у науковій сфері є: участь у щорічних предметних олімпіадах;участь у другому турі щорічної Всеукраїнської студентської олімпіади з банківської справи; участь у всеукраїнських та університетських науково-практичних конференціях; організація студентських науково-практичних конференцій, семінарів, круглих столів тощо.

## Студентське дозвілля
Студентське самоврядування (студентський декан, голова студентської ради та студентський профорг) забезпечує реалізацію обов'язків щодо допомоги, роз'яснення та вирішення питань, пов'язаних з навчанням, дисципліною та дозвіллям студенства факультету, захисту інтересів студентів-сиріт, а також молодих людей з багатодітних, малозабезпечених сімей тощо.
На факультеті діє студентський клуб «КРОКуС» (КРОК у Самостійність), до складу якого входять понад 40 майбутніх фахівців банківської справи, молоді викладачі кафедри банківської справи та кафедри банківського менеджменту і обліку та студенти інших ВНЗ. Клуб організовано з метою всебічного розвитку та самореалізації студентів, ведення діяльності, що спрямовується на здобуття знань, вмінь і навичок за інтересами, забезпечення потреб особистості у творчій самореалізації та організації дозвілля.

## Спорт на факультеті

Студенти ФББ з ректором ТНЕУ А.І. Крисоватим під час забігу "Університетська миля 2017"

На факультеті банківського бізнесу велика увага приділяється розвитку спорту та фізичному вихованню студентів. Для цього створена відповідна спортивна база. В корпусі факультету є ігровий зал, де працюють спортивні секції з таких видів спорту: волейбол, баскетбол, гандбол, міні-футбол, настільний теніс тощо. Функціонує добре оснащений тренажерний зал, де студенти займаються атлетичною гімнастикою, важкою атлетикою, а також зал східних єдиноборств та боротьби.
Студенти-спортсмени факультету банківського бізнесу неодноразово брали участь в чемпіонатах України, Європи та світу. Гонтюк Роман — дворазовий чемпіон Європи серед молоді, срібний призер чемпіонату світу, бронзовий призер Всесвітньої Універсіади, срібний призер Олімпіади в Афінах (2004 р.) та бронзовий призер Олімпіади в Пекіні (2008 р.) з боротьби дзюдо.